# Romel Anísio Jorge
Romel Anísio Jorge (Ituiutaba, 2 de maio de 1946) é um empresário, fazendeiro e político brasileiro do estado de Minas Gerais.
Filho de Anísio Demétrio Jorge e Nadine Derze Jorge , Romel filiou-se em 1971 à ARENA, elegendo-se vereador em Ituiutaba por dois mandatos consecutivos (1971 - 1977), assumindo a presidência da Câmara Municipal de Ituiutaba no período de 1972 a 1973.
Em 1974, Romel candidatou-se a deputado estadual em Minas Gerais, ficando como suplente. Com o falecimento do deputado Sebastião Nascimento, ocorrido em 11 de dezembro de 1977, Romel assumiu sua cadeira no Parlamento Mineiro a partir de 2 de maio de 1978, renunciando dez dias depois, sendo substituído pelo deputado Delfim Ribeiro.
Em 1982, foi eleito prefeito de Ituiutaba, pelo PDS, para o mandato de 1983 a 1988, assumindo no biênio 1987-1988 a presidência da Associação dos Municípios da Microrregião do Vale do Paranaíba, que congregava 22 municípios do Triângulo Mineiro. 
Em 1990, Romel filiou-se ao PRN, partido do então presidente Fernando Collor, e candidatou-se a uma cadeira na Câmara Federal. Foi eleito o mais votado de Minas Gerais e participou, durante o seu mandato, da Comissão de Viação e Transportes, Desenvolvimento Urbano e Interior e das comissões especiais sobre Ajuste Fiscal e Eleição Distrital Mista. Mesmo sendo do partido do presidente, Romel votou a favor do pedido de abertura do processo de impeachment do presidente Fernando Collor de Melo na sessão de 29 de setembro de 1992. Em 1993, Romel integrou como titular uma comissão especial sobre a reforma do regimento interno da Câmara dos Deputados. Ajudou a aprovar o Imposto Provisório sobre Movimentação Financeira (IPMF) e manifestou-se contra o fim do voto obrigatório. Em 1994 Romel Anísio filiou-se ao Partido Progressista (PP), e, em outubro desse mesmo ano, disputou a reeleição para a Câmara, sendo eleito com base eleitoral no Triângulo Mineiro. Em julho de 1996, posicionou-se a favor da criação da CPMF, criada para dotar o Ministério da Saúde de uma fonte suplementar de receita. Foi reeleito novamente para uma cadeira na Câmara dos Deputados em 1998, pelo então PPB. Na eleição seguinte, ficou como suplente na Câmara dos Deputados, retornando ao exercício do mandato de deputado federal em 4 de fevereiro de 2003, em virtude do afastamento do titular, sendo efetivado em 1º de janeiro de 2005. 
No ano de 2006, Romel não disputou as eleições, finalizando seu mandato na Câmara dos Deputados em 31 de janeiro de 2007. Em 2007, Romel Anísio foi nomeado subsecretário de Assuntos Municipais da Secretaria de Governo na gestão de Aécio Neves, cargo que ocupou até 2010. 
Nas eleições de 2010, Romel concorreu novamente a uma vaga na Assembleia Legislativa de Minas Gerais, tendo alcançado uma suplência . Atuou como suplente do deputado Gil Pereira, quando este foi nomeado Secretário de Estado de Desenvolvimento dos Vales do Jequitinhonha e Mucuri e do Norte de Minas no Governo Anastasia, a partir de 3 de fevereiro de 2011. Com a renúncia do deputado Doutor Viana, Romel assumiu a titularidade de uma cadeira na Assembleia em 1 de agosto de 2012.